# Pameatne, Hola Prîstan
Pameatne (în ucraineană Пам'ятне) este un sat în comuna Ivanivka din raionul Hola Prîstan, regiunea Herson, Ucraina.

## Demografie
Componența lingvistică a localității Pameatne
     Ucraineană (89,21%)
     Rusă (5,32%)
     Romani (1,43%)
     Alte limbi (0,32%)
Conform recensământului din 2001, majoritatea populației localității Pameatne era vorbitoare de ucraineană (89,21%), existând în minoritate și vorbitori de rusă (5,32%), armeană (3,73%) și romani (1,43%).